# فدراسیون بسکتبال اسلوونی
فدراسیون بسکتبال اسلوونی (اسلوونیایی: Košarkarska zveza Slovenije) نهاد اداره کننده ورزش بسکتبال در کشور اسلوونی است. این فدراسیون که در سال ۱۹۵۰ تأسیس شده مقر آن در شهر لیوبلیانا قرار دارد.